# Quadriscutella papillata
Quadriscutella papillata is een mosdiertjessoort uit de familie van de Phorioppniidae. De wetenschappelijke naam van de soort is voor het eerst geldig gepubliceerd in 1993 door Bock & Cook.